# Proiectul A119

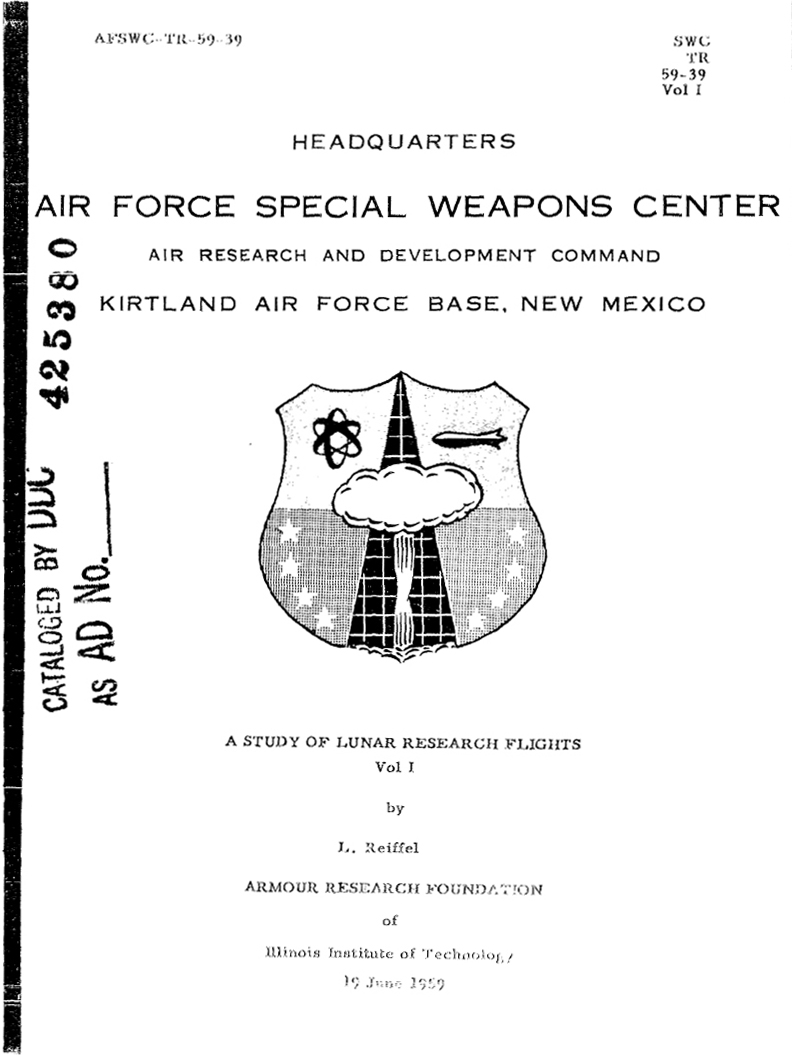
Coperta volumului I A Study of Lunar Research Flights.

Proiectul A119, de asemenea cunoscut sub numele de "Un studiu de cercetare a zborurilor selenare", a fost un plan top-secret dezvoltat la sfârșitul anilor 1950 de către Forțele Aeriene ale Statelor Unite ale Americii. Scopul proiectului a fost de a detona o bombă nucleară pe Lună pentru a ridica moralul public în Statele Unite, după ce Uniunea Sovietică a luat un start timpuriu în Cursa Spațială. Existența proiectului a fost dezvăluită în anul 2000 de către un fost director executiv al NASA, Leonard Reiffel, cel care a condus proiectul în 1958. Tânărul Carl Sagan a făcut parte din echipa responsabilă pentru estimarea efectelor unei explozii nucleare în condiții de gravitație scăzută.
Proiectul A119 nu a fost niciodată realizat, în primul rând pentru că o aselenizare ar fi fost o realizare mult mai acceptabilă în ochii publicului american. Documentele proiectului au rămas secrete timp de aproape 45 de ani, și, în ciuda afirmațiilor lui Reiffel, guvernul Statelor Unite nu a recunoscut niciodată oficial implicarea sa în acest proiect.
Sovieticii au avut un proiect similar care s-a numit Proiectul E-3.